# Seven (Bob Seger)
| Recensione                        | Giudizio      |
| --------------------------------- | ------------- |
| AllMusic                          | [ 1 ]         |
| Robert Christgau                  | B+            |
| The New Rolling Stone Album Guide | [ 3 ]         |
| Sputnikmusic                      | 2.7 (Average) |
| Dizionario del Pop-Rock           | [ 5 ]         |
| 24.000 dischi                     | [ 6 ]         |

Seven è il settimo album di Bob Seger, pubblicato dalla Palladium/Reprise Records nel marzo del 1974.
Il disco (come il precedente) ottenne lusinghieri risultati commerciali, il singolo Get Out of Denver fu uno dei maggiori successi di Bob Seger.

## Tracce

### LP
Brani composti da Bob Seger.
Lato A
1. Get Out of Denver – 2:42
2. Long Song Comin' – 4:26
3. Need Ya – 3:20
4. School Teacher – 2:43
5. Cross of Gold – 2:20

Lato B
1. UMC (Upper Middle Class) – 3:12
2. Seen a Lot of Floors – 2:57
3. 20 Years from Now – 4:30
4. All Your Love – 4:27

## Formazione
Silver Bullet Band
- Bob Seger – chitarra, voce
- Drew Abbott – chitarra solista
- Rick Manasa – organo, pianoforte
- Chris Campbell – basso
- Charlie Martin – batteria

Nashville Musicians
- David Briggs – pianoforte
- Tom Cogbill – basso
- Ken Buttrey – batteria

Musicisti in School Teacher
- Bill Mueller – chitarra solista
- Chris Campbell – basso
- Randy Meyers – batteria

Ringraziamento speciale agli amici
- Charlie McCoy – chitarra ritmica (brani: Get Out of Denver e Need Ya)
- Jimmy McCarty – chitarra solista (brani: Get Out of Denver e Seen a Lot of Floors
- Jimmy McCarty – chitarra slide (brano: Need Ya)
- Bobby Woods – pianoforte (brano: 20 Years from Now)
- John Harris – organo (brano: 20 Years from Now)
- Dave Doran – chitarra solista (brano: Long Song Comin')
- Tom Cartmell – sassofono (brani: Long Song Comin' e Seen a Lot of Floors)
- Robin Robbins – mellotron (brano: All Your Love)

Note aggiuntive
- Punch (Ed Andrews) e Bob Seger – produttori
- Registrazione effettuata al Quadrophonic Studios di Nashville, Tennessee, Stati Uniti
- Gene Eichelberger – ingegnere della registrazione
- Registrazione effettuata al Pampa Studios di Detroit, Michigan, Stati Uniti
- Jim Bruzzese – ingegnere della registrazione
- Registrazione effettuata al United Sound Studios di Detroit, Michigan, Stati Uniti
- George Patak – ingegnere della registrazione
- Registrazione effettuata al G.M. Studios di Detroit, Michigan, Stati Uniti
- Mylon Bogden – ingegnere della registrazione
- Thomas Weschler – design copertina album, fotografie
- Scott Sparling – fotografie[8]

## Classifica
Singoli
| Anno | Titolo del brano  | Classifica        | Posizione raggiunta |
| ---- | ----------------- | ----------------- | ------------------- |
| 1974 | Get Out of Denver | Billboard Hot 100 | 80                  |